# Direktavkastning
Direktavkastning är ett mått på avkastning på en investering vilket används som begrepp för bland annat driftnettot på en fastighet jämfört med fastighetens förvärvspris eller utdelningens storlek i förhållande till kursen på en aktie. Om utdelningen är 2,50 kronor per aktie och aktiekursen är 50 kronor så blir direktavkastningen 5% (2,5/50).
Begreppet används även inom företagsekonomin, där det är ett procentuellt mått mellan bolagets utdelning och dess aktiekurs.